# Сапна (Чаглин)
Сапна је насељено место у општини Чаглин, у Славонији, Република Хрватска.

## Историја
До нове територијалне организације место је припадало бившој великој општини Славонска Пожега.

## Становништво
Насеље је према попису становништва из 2011. године имало 77 становника.
| Националност       | 1991.        |
| Срби               | 124 (89,20%) |
| Хрвати             | 5 (3,59%)    |
| Југословени        | 8 (5,75%)    |
| остали и непознато | 2 (1,43%)    |
| Укупно             | 139          |